# آب‌سنگ حلقوی توکه
آب‌سنگ حلقوی توکه (به لاتین: Toke Atoll) یک آب‌سنگ حلقوی در جزایر مارشال است که در جزایر مارشال واقع شده‌است. آب‌سنگ حلقوی توکه ۰٫۳ متر بالاتر از سطح دریا واقع شده‌است.